# Backsmultron
Backsmultron (Fragaria viridis Duch.) tillhör smultronsläktet.

## Beskrivning
Backsmultron blir 5 till 20 centimeter hög och blommar maj – juni.
Bäret är en skenfrukt. De verkliga frukterna, som är nötter, sitter utspridda över hela skenfrukten, och kan bli över 1 000 på ett enda bär.

## Habitat
Europa, utom Storbritannien, Irland och söder om Pyrenéerna. Centrala Asien.
I Norden förekommer backsmultron endast i Götaland, Svealand, på Gotland. I sydöstra Norges lågland och på Åland.

### Utbredningskartor
- Norden
- Norra halvklotet

## Biotop
Soliga, torra backar.
Upp till 1 800 meter över havet. Kalkgynnad.

## Liknande art
En liknande växt är skogsmultronet, Fragaria vesca. Jämfört med smultron har backsmultron större vita kronblad och foderblad, som är tryckta intill det man kallar bär. På skogsmultron böjer sig foderbladen bort från bäret.
Andra särskiljande drag är att backsmultronets skenfrukt är större än hos skogsmultron, och är hårt fastsittande, medan det lossnar lätt på skogsmultron. Backsmultron har blekare rödaktig färg och är sötare än skogsmultron.
Ett annat särtecken är utseendet på bladens yttersta spets, på Fragaria viridis är topptanden kortare än granntänderna; på Fragaria vesca längre.

Backsmultron
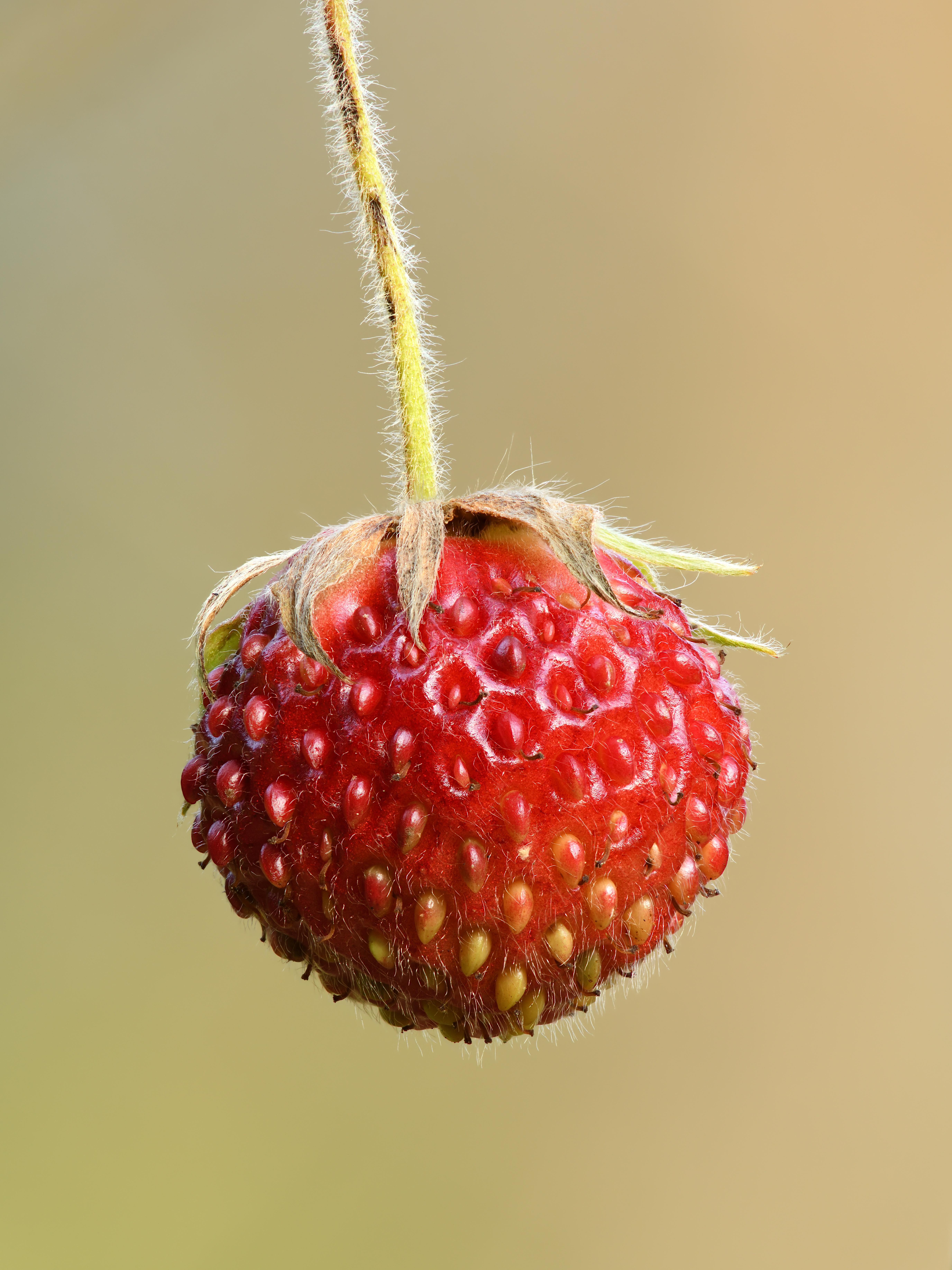
Fragaria viridis.
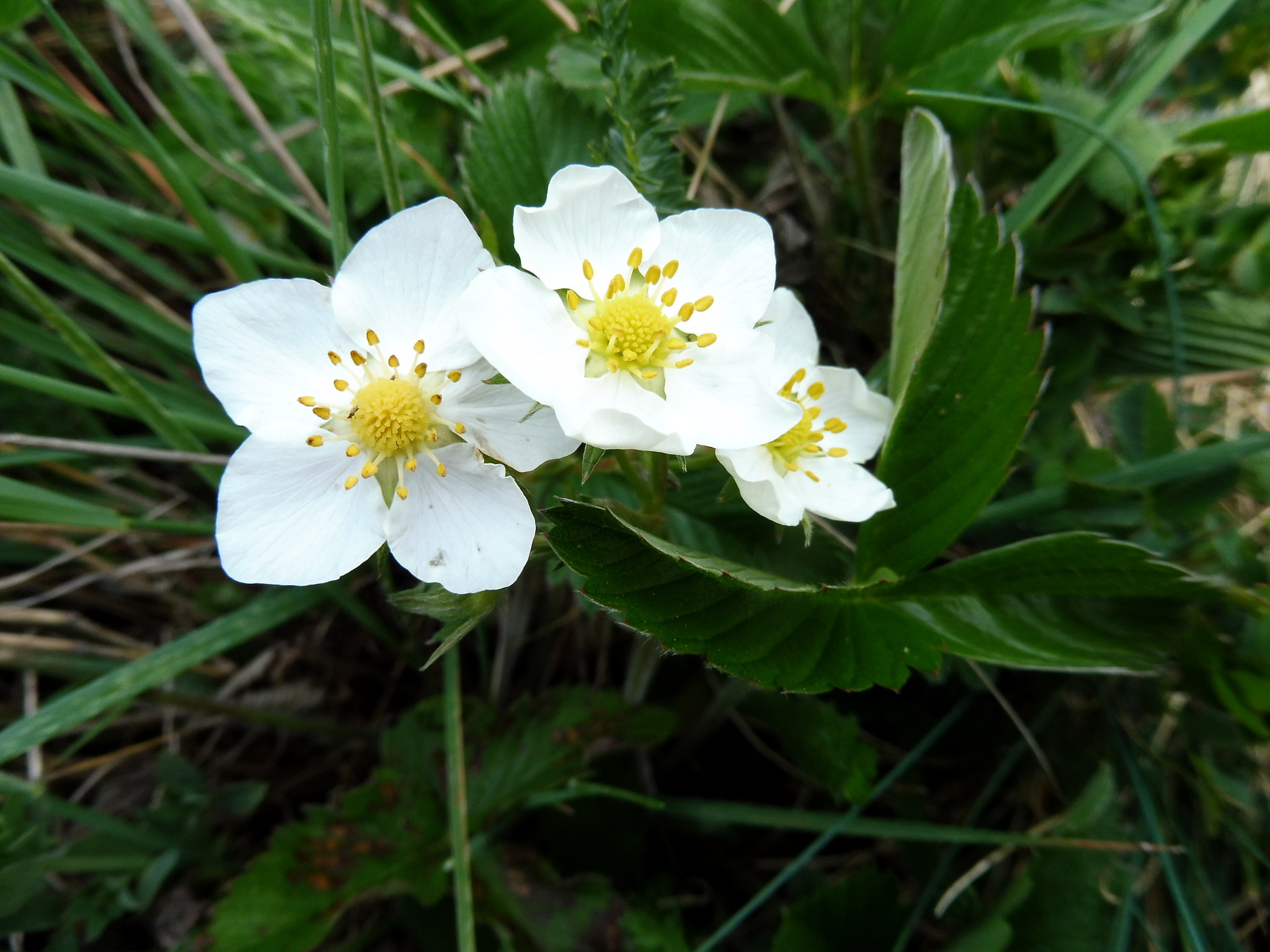
Fragaria viridis.
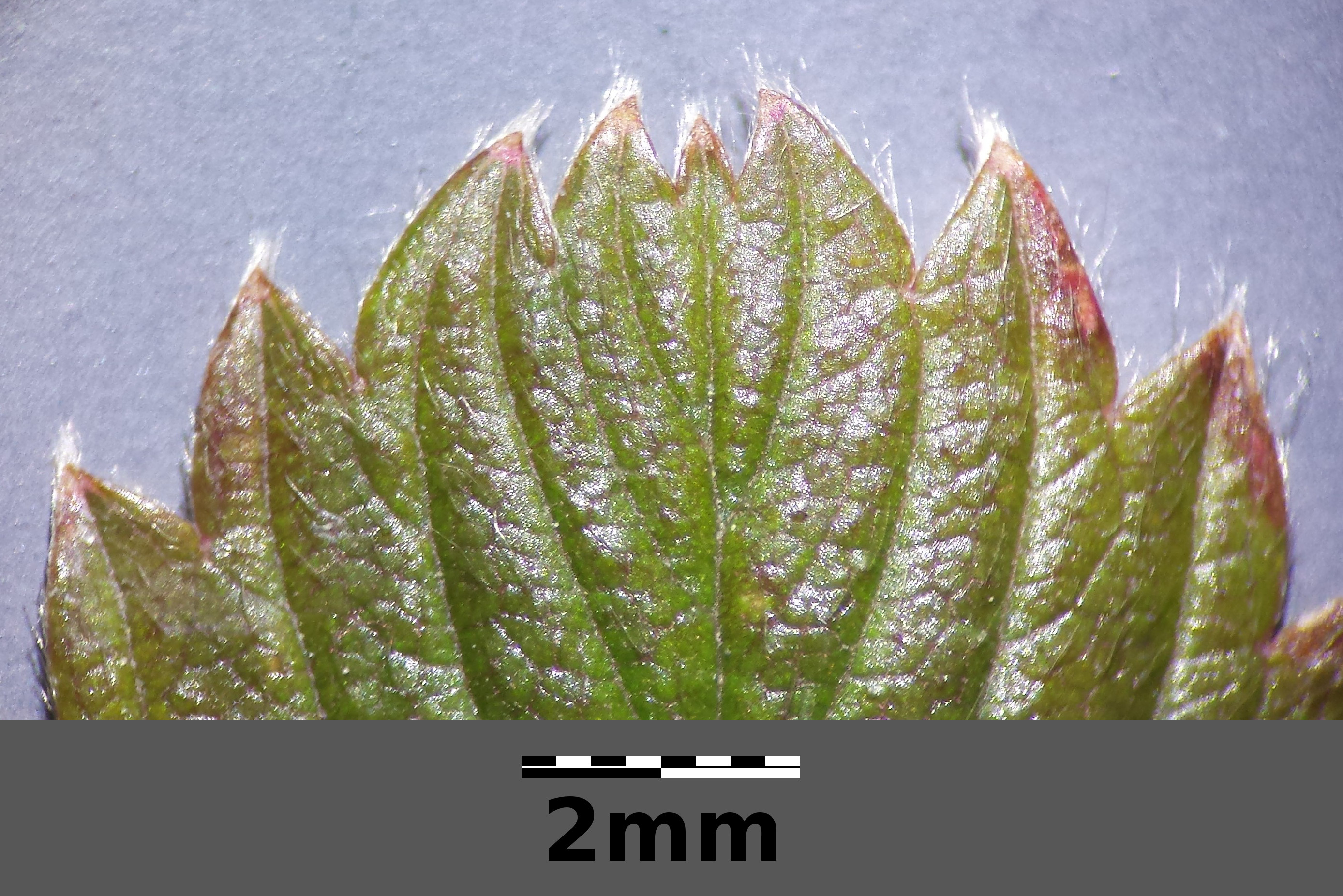
Fragaria viridis

Skogsmultron
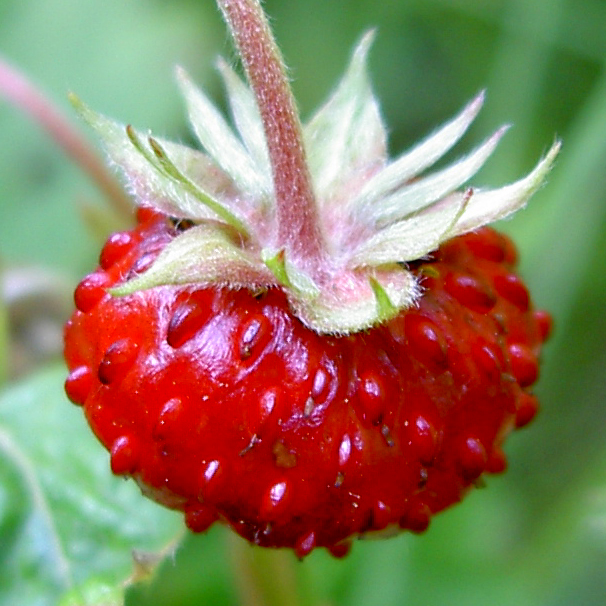
Fragaria vesca.
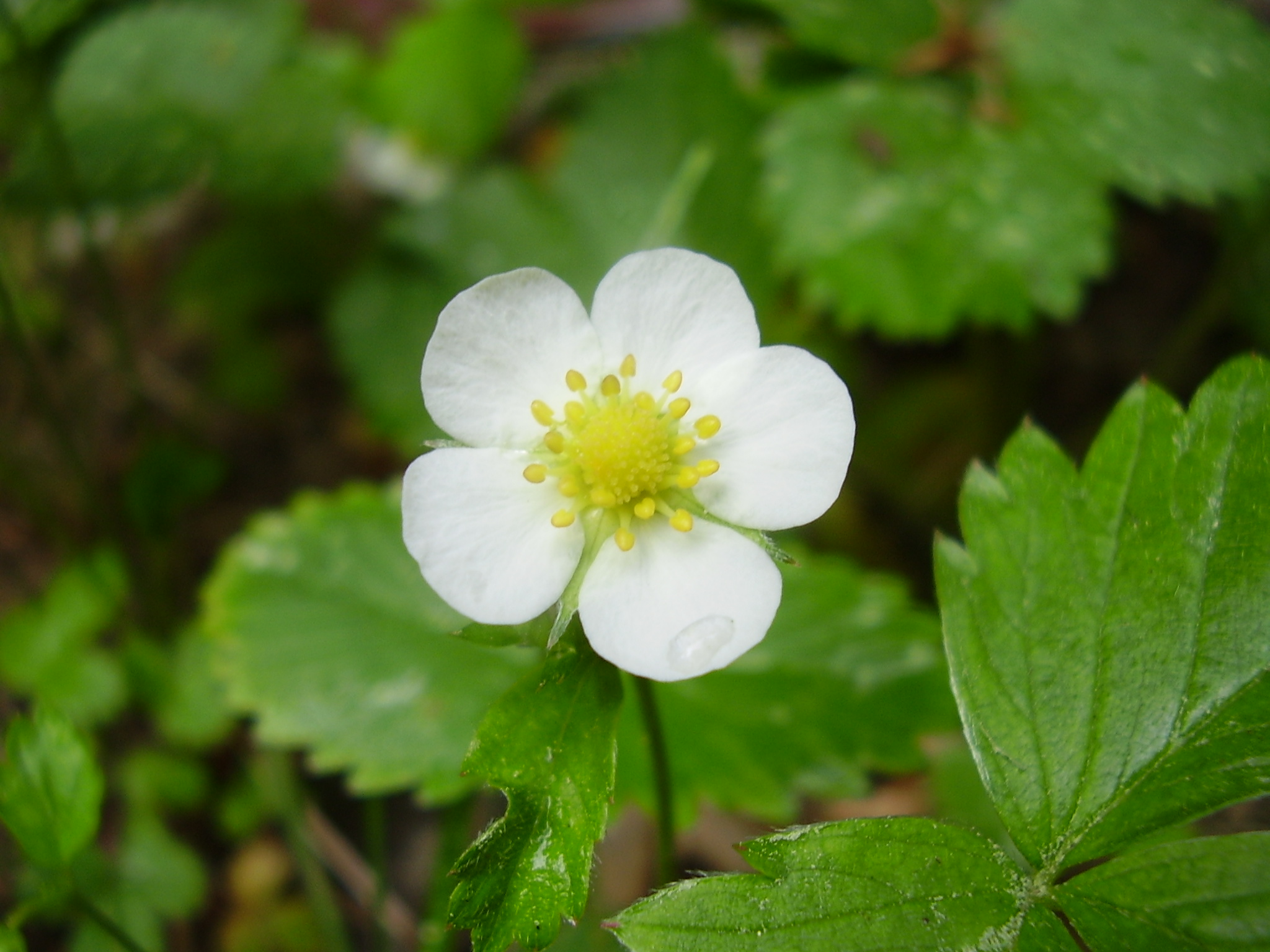
Fragaria vesca.
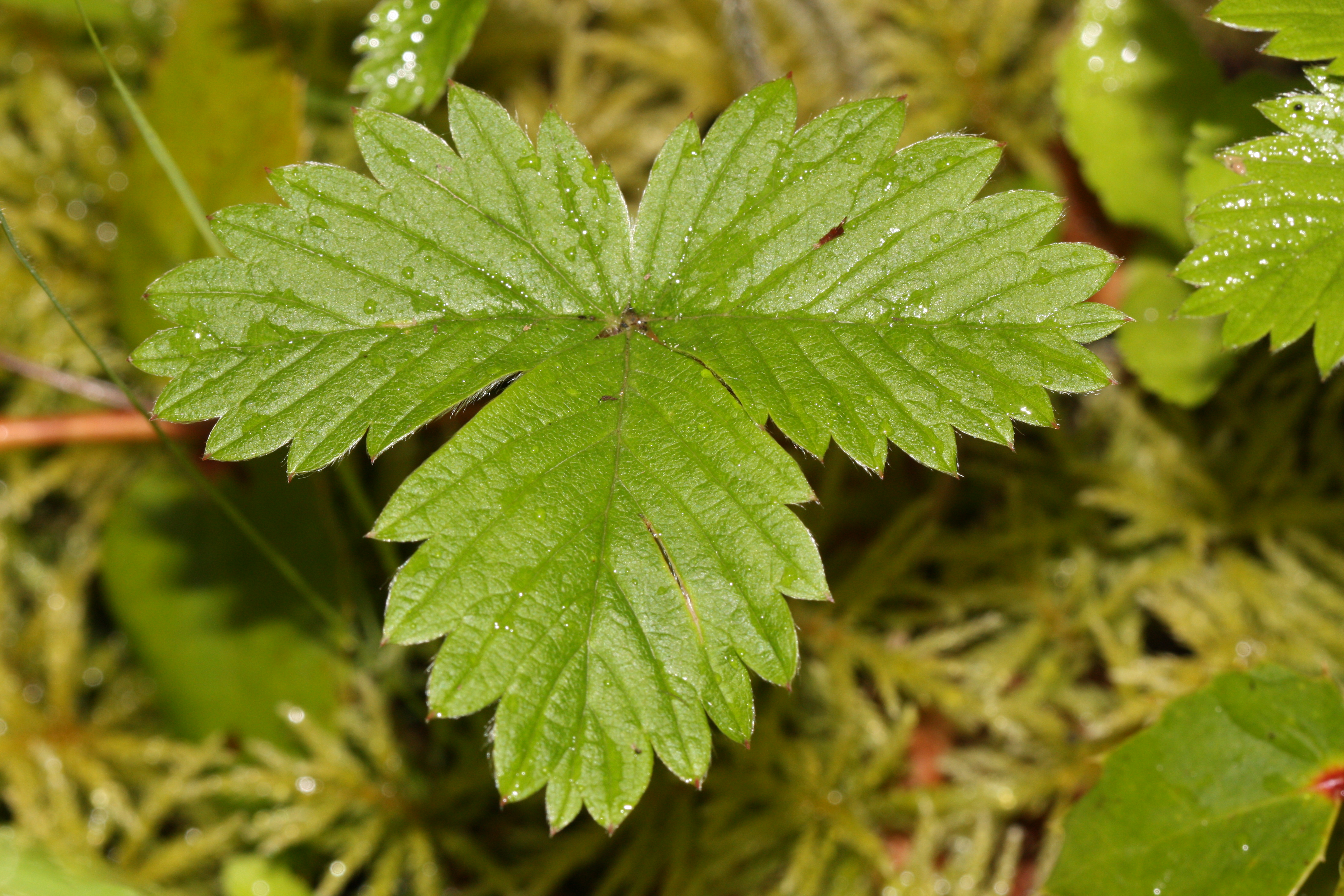
Fragaria vesca

## Bygdemål
| Namn             | Trakt         | Referens |
| ---------------- | ------------- | -------- |
|                  |               |          |
| Hattbär          | Västergötland | [ 2 ]    |
| Hättebär         | Västergötland | [ 2 ]    |
|                  |               |          |
| Najkar, nejkon   | Gotland       | [ 3 ]    |
| Vilda jordgubbar |               | [ 3 ]    |